# Плејнвил (Канзас)
Плејнвил (енгл. Plainville) град је у америчкој савезној држави Канзас.

## Демографија
По попису из 2010. године број становника је 1.903, што је 126 (-6,2%) становника мање него 2000. године.
| Група             | 2000.         | 2010.         |
| Белци             | 1.992 (98,2%) | 1.848 (97,1%) |
| Афроамериканци    | 8 (0,4%)      | 4 (0,2%)      |
| Азијати           | 4 (0,2%)      | 2 (0,1%)      |
| Хиспаноамериканци | 6 (0,3%)      | 28 (1,5%)     |
| Укупно            | 2.029         | 1.903         |